# Poltergeist II: The Other Side
Poltergeist II: The Other Side (br: Poltergeist II - O Outro Lado / pt: Poltergeist: O Outro Lado) é um filme estadunidense do gênero terror, produzido em 1986.

## Sinopse
A família Freeling se muda na tentativa de recuperar-se do trauma causado pelo sequestro de Carol Anne (Heather O'Rourke) pela Besta. No entanto, a família será seguida. Assim, a Besta reaparece como o Reverendo Kane (Julian Beck), um religioso que foi responsável pela morte de muitos dos seus seguidores. O objetivo da Besta é ter Carol Anne, mas para isto precisa ser mais forte que o amor da família dela, que se uniu a uma mediúnica que já os tinha ajudado no passado e a um sábio índio.

## Elenco
- Craig T. Nelson .... Steve Freeling
- JoBeth Williams .... Diane Freeling
- Oliver Robins .... Robbie Freeling
- Heather O'Rourke .... Carol Anne Freeling
- Zelda Rubinstein .... Tangina Barrons
- Will Sampson .... Taylor
- Julian Beck .... Kane
- Geraldine Fitzgerald .... Jess
- John P. Whitecloud .... Velho índio
- Jaclyn Bernstein .... Jovem Diane

## Premiações
- Recebeu uma indicação ao Oscar, na categoria de Melhores Efeitos Especiais.

- Recebeu uma indicação ao Framboesa de Ouro, na categoria de Pior Atriz Coadjuvante (Zelda Rubinstein).